# The CD Singles '91-95'
The CD Singles '91-95' è un cofanetto raccolta del cantante inglese Morrissey, pubblicato il 17 settembre del 2000 dalla EMI.
Secondo volume, dopo The CD Singles '88-91' uscito sempre nel 2000, che raccoglie nove singoli e relative b-sides, del periodo solista di Morrissey, che va da My Love Life, del 1991 a Sunny, uscito nel 1995.

## Realizzazione
La raccolta non include i singoli Tomorrow (e la sua relativa b-side, Let the Right One in Slip, che sarebbe stata poi pubblicata nell'edizione del centenario di Viva Hate) e Now My Heart Is Full, usciti solo per il mercato statunitense, rispettivamente nel 1992 e nel 1994. Come anche i singoli Dagenham Dave e The Boy Racer, usciti solo per il mercato britannico nel 1995 e non inclusi in questa raccolta.

## Copertina
Come per il suo predecessore, The CD Singles '88-91', anche in questa raccolta i dischi sono alloggiati in un box cartonato e le copertine replicano quelle dei singoli originali, ma con i titoli delle canzoni scritti sul retro. L'immagine della copertina del cofanetto è una foto di Morrissey scattata da Anton Corbijn e già utilizzata nel booklet del CD dell'album di debutto di Morrissey, Viva Hate.

## Tracce

### CD 1
1. My Love Life (UK version)
2. I've Changed My Plea to Guilty (UK version)
3. There's a Place in Hell for Me and My Friends (live at KROQ Radio)

### CD 2
1. We Hate It When Our Friends Become Successful
2. Suedehead (live a Londra, 4 ottobre 1991)
3. I've Changed My Plea to Guilty (live a Londra, 4 ottobre 1991)
4. Pregnant for the Last Time (live a Londra, 4 ottobre 1991)
5. Alsatian Cousin (live a Londra, 4 ottobre 1991)

### CD 3
1. You're the One for Me, Fatty
2. Pashernate Love
3. There Speaks a True Friend

### CD 4
1. Certain People I Know
2. You've Had Her
3. Jack the Ripper

### CD 5
1. The More You Ignore Me, the Closer I Get
2. Used to Be a Sweet Boy
3. I'd Love To (UK version)

### CD 6
1. Hold On to Your Friends
2. Moon River
3. Moon River (extended version)

### CD 7
1. Interlude
2. Interlude (extended version)
3. Interlude (instrumental)

### CD 8
1. Boxers
2. Have-a-Go Merchant
3. Whatever Happens, I Love You

### CD 9
1. Sunny
2. Black-Eyed Susan
3. A Swallow on My Neck